# Смерть нам к лицу
«Смерть нам к лицу» — российский фильм в жанре комедийной мелодрамы 2019 года режиссёра Бориса Гуца по его же сценарию, снятый на смартфон. Главные роли в нём сыграли Александра Быстржицкая и Даниил Пугаёв. Картина получила высокие оценки критиков, премию кинофестиваля «Окно в Европу 2019», номинацию на премию «Ника».

## Сюжет
Главному герою фильма нужно найти четыре миллиона рублей за четыре дня, чтобы спасти жену, которой диагностировали меланому. Тем временем его супруга старается относиться к происходящему саркастически: она готовит собственные похороны и говорит, что перед смертью нужно учить китайский язык. После долгих бесплодных поисков происходит чудо: главный герой наследует бабушкину квартиру, которую можно продать, а вырученные деньги отправить в германскую клинику.

## В ролях
| Актёр                  | Роль              |
| ---------------------- | ----------------- |
| Александра Быстржицкая | Маша              |
| Даниил Пугаёв          | Петя              |
| Екатерина Волкова      | мама Пети         |
| Наталья Павленкова     | тётя Наташа       |
| Анна Глаубэ            | Вика              |
| Полина Ауг             | Оксана            |
| Кирилл Ковбас          | Эдик              |
| Ольга Кавалай-Аксенова | Ирочка («Пикачу») |
| Евгений Пуцыло         | «Кактус»          |
| Дмитрий Орлович        | папа Пети         |
| Максим Максимов        | режиссёр Гена     |
| Александр Пронькин     | актёр Стасик      |

## Восприятие
Премьера картины состоялась на кинофестивале «Окно в Европу 2019», причём фильм победил в категории «Игровое кино». Он был номинирован на премию «Ника» за лучший монтаж.
Фильм получил высокие оценки российских кинокритиков. Рецензенты отмечают, что он имеет много общего с предыдущей картиной Бориса Гуца, «Фагот», но при этом у него больше шансов на коммерческий успех.